# MRTエキサイティングナイター
MRTエキサイティングナイターは、宮崎放送ラジオ（MRTラジオ）のプロ野球中継番組の名称。

## 放送概要

### 放送日時
| 年度                        | 月曜          | 火曜                                                  | 水・木・金曜  | 土曜          | 日曜          |
| --------------------------- | ------------- | ----------------------------------------------------- | ------------- | ------------- | ------------- |
| 2000年                      | 放送なし      | 18:30 - 22:00                                         | 18:30 - 22:00 | 18:00 - 22:00 | 18:00 - 22:00 |
| 2001年                      | 放送なし      | 18:30 - 21:55                                         | 18:30 - 21:55 | 18:00 - 22:00 | 18:00 - 22:00 |
| 2002年                      | 19:30 - 22:00 | 18:30 - 22:00                                         | 18:30 - 22:00 | 18:00 - 22:00 | 18:00 - 22:00 |
| 2003年                      | 19:30 - 22:00 | 18:30 - 22:00                                         | 18:30 - 22:00 | 18:30 - 22:00 | 18:00 - 22:00 |
| 2004年 2005年               | 19:30 - 22:00 | 18:30 - 22:00                                         | 18:30 - 22:00 | 18:30 - 22:00 | 18:30 - 22:00 |
| 2006年 2007年               | 放送なし      | 18:30 - 22:00                                         | 18:30 - 22:00 | 19:00 - 22:00 | 18:30 - 22:00 |
| 2008年 2009年               | 放送なし      | 18:40 - 21:50                                         | 18:30 - 21:50 | 19:00 - 22:00 | 18:30 - 22:00 |
| 2010年                      | 放送なし      | 18:40 - 21:50                                         | 18:30 - 21:50 | 放送なし      | 放送なし      |
| 2011年                      | 放送なし      | 18:30 - 21:50（4月 - 6月） 18:40 - 21:50（7月 - 9月） | 18:30 - 21:50 | 放送なし      | 放送なし      |
| 2012年 2013年 2014年 2015年 | 放送なし      | 19:00 - 21:50                                         | 19:00 - 21:50 | 放送なし      | 放送なし      |
| 2016年                      | 放送なし      | 19:00 - 22:00                                         | 19:00 - 22:00 | 放送なし      | 放送なし      |
| 2017年                      | 放送なし      | 19:00 - 21:00                                         | 19:00 - 21:00 | 放送なし      | 放送なし      |
| 2018年 2021年               | 放送なし      | 放送なし                                              | 19:00 - 21:00 | 放送なし      | 放送なし      |

- 1999年以前は調査中。
- 早終了時は、2009年までは『栗山英樹のミュージックブルペン』を、2010年からは自社制作の『ナイター応援団!』→『MRTベースボール応援団!』を放送。2013年からは自社制作の 『MRT music fieid』→『mrt music fieid』を放送。2017年からは放送終了時刻の繰り上げに伴い早終了時の番組の放送が廃止された。

### ネット

#### 現在
- 水・木・金曜 NRNナイター（キー局：ニッポン放送）

2023年まで、九州のJRN加盟局で唯一、火曜日のRKBエキサイトホークスのネットを行っていなかった（山口・沖縄を含む広義の九州地方としてみなした場合は琉球放送も含む）。

#### 過去
- 火・土・日曜 JRNナイター（キー局：TBSラジオ）
- 月曜は、2002年から2004年はNRNナイター（マンデー・パ・リーグ中継など）、2005年はRKBラジオ制作のソフトバンク戦（試合のない日は『ホークス電リク応援団九州版』）を放送。

### 制作担当局（2017年時点）
| 地域（球団）／曜日         | 火        | 水  | 木  | 金  |
| 基本系列                   | JRN       | NRN | NRN | NRN |
| 北海道（日）               | HBC       | STV | STV | STV |
| 宮城（楽）                 | TBC       | TBC | TBC | TBC |
| 関東（巨・ヤ・横・西・ロ） | TBS（RF） | LF  | LF  | LF  |
| 東海（中）                 | CBC       | SF  | SF  | SF  |
| 近畿（神・オ）             | ABC       | MBS | MBS | ABC |
| 広島（広）                 | RCC       | RCC | RCC | RCC |
| 福岡（ソ）                 | RKB       | KBC | KBC | KBC |
| -------------------------- | --------- | --- | --- | --- |

### 番組テーマ曲
- 武田真治『SPEED』

### 補足
- オープニングは、男性アナウンサーによるタイトルコールの後、甲子園球場のサイレンと共に番組テーマ曲（上述）が流れ、その後女性アナウンサーが『プロ野球ファンの皆さんこんばんは、MRTエキサイティングナイターの時間です。今夜は、○○（球場）から、○○対○○（対戦カード）をお送りします。この時間は○○（スポンサー名）の提供でお送りします。』とアナウンスし、その後CMが流れ中継に飛び乗る。
- エンディングは、番組終了4分前に飛び降り（試合が終わらない場合やヒーローインタビューの途中でも、音声をフェードアウトさせ中継を打ち切る。）、その後CMが流れ女性アナウンサーが『MRTエキサイティングナイター、この放送は○○の提供でお送りしました。』とアナウンスし、ステーションブレイク枠まで番組テーマ曲を流し番組は終了。
- 年に1～2回ほどサンマリンスタジアム宮崎で公式戦が開催されることがあり、MRTからもリポーターを派遣することがあるが、制作は原則として主催球団の地元局が担当する。なお、2006年7月23日に同球場で開催されたオールスターゲーム第2戦はJRNネットで、制作はTBSラジオが担当（解説：田淵幸一、実況：TBS戸崎貴広アナ、リポーター：中村秀昭・清原正博両アナ）した。
- 2010年7月24日のオールスターゲーム第2戦（HARD OFF ECOスタジアム新潟）は土曜日開催であったが、例外的に中継の放送が行われた。通常はTBSラジオ制作の『Listen SOUL!』を放送しているためか、JRNラインによる中継（TBSラジオ発。こちらも例外的に放送）のネットとなり、『Listen SOUL!』を差し替えて19:00からの飛び乗りで放送した。ちなみに当日、地元に球団がない地域でJRNラインの中継を放送した局はMRTが唯一であり、同局とCBCの2局を除いた『Listen SOUL!』ネット局はTBSからの裏送りで通常通り同番組を放送した。
- 日本シリーズは、2009年までは開催曜日に合わせて4・5戦をNRN受け、それ以外をJRN受けとしていたが、2010年は土・日開催分をNRN受けに変更したため、JRN受けは第3戦のみで、それ以外は全てNRN受けとなった。さらに2018年以降は全戦NRNネットとして中継していたが、2020年は中継のネットを見送っている。
- 2018年8月21日（火曜日）には、サンマリンスタジアム宮崎でオリックス対日本ハム戦が開催され、主催側のABCラジオ・MBSラジオは制作体制を取らず、ビジター側のHBCラジオとSTVラジオがそれぞれ自社制作で放送したが、MRTではどちらの制作分も放送せず通常の編成で対応した。なお、試合はテレビ宮崎が勧進元だったため、同局がオリックス球団制作中継（J SPORTSと同一内容）を放送した。